# Iggutapa-kunda
Iggutappa-kunda és una muntanya de la regió de Coorg a Karnataka, Índia. És un dels pics principals del Ghats Occidentals i està situat a uns 50 km de Merkara. Al cim hi ha un petit temple hindú i algunes restes de fortificacions. Els costats de la muntanya estan coberts d'espessa jungla.